# صكوك وقفية
الصكوك الوقفية هي وثائق أو شهادات خطية متساوية القيمة قابلة للتداول، تمثل المال الموقوف. وحكم وقف الصكوك يعتمد على نوعها ، فما كان مباحًا جاز وقفه ، وما كان منها محرمًا ؛ حُرم وقفه. ولها أنواع متعددة مثل صكوك المضاربة والاجارة والمشاركة و الاستصناع والسلم وغيرها، وتختلف الصكوك عن الأسهم بانخفاض درجة المخاطرة فيها .وللصكوك الوقفية أهمية في تمويل المؤسسات الوقفية ،كما أنها تزيد من عدد المتبرعين.

## تعريف الصكوك الوقفية
الصكوك الوقفية: هي عبارة عن وثائق أو شهادات خطية متساوية القيمة قابلة للتداول، تمثل المال الموقوف وتقوم على أساس عقد الوقف.

## الفرق بين الصكوك والأسهم
| الصكوك                                                 | الأسهم                                                  |
| ------------------------------------------------------ | ------------------------------------------------------- |
| الصكوك بشكل عام، ورقة مالية قليلة المخاطر              | ذات مخاطر عالية                                         |
| في أغلب هياكلها أداة تمويل خارج الميزانية              | حصة مشاعة في رأس مال الشركة                             |
| حامل الصك ممول للشركة المصدرة                          | مالك السهم فهو شريك ومالك الحصة مشاعة في رأس مال الشركة |
| الصكوك في الأعم الأغلب مؤقتة لها تاريخ استحقاق "إطفاء" | ورقة مالية غير مؤقتة                                    |

## مشروعية وقف الصكوك
حكم وقف الصكوك يعتمد على نوعها، فما كان مباحًا جاز وقفه ، وما كان منها محرمًا ؛ حُرم وقفه، وقد جاء قرار مجمع الفقه الإسلامي:" يجوز وقف أسهم الشركات المباح تملكها شرعًا، والصكوك، والحقوق الفكرية والمعنوية، والمنافع، والوحدات الاستثمارية، لأنها أموال معتبرة شرعًا، وأما وقف الصكوك المحرمة فقد جاء قرار مجمع الفقه: " يجوز لمن حاز أموالاً لها عائد محرم أن يقف رأس ماله منها، والعائد يكون أرصاداً له حكم الأوقاف الخيرية، لأن مصرف هذه العوائد يكون أرصاداً له حكم الأوقاف الخيرية، لأن مصرف هذه العوائد والأموال إلى الفقراء والمساكين ووجوه البر العامة عند عدم التمكن من ردها لأصحابها، وعلى متولي الوقف أن يعمل بأسرع وقت على أن يستبدل بهذه الأموال ما هو حلال شرعاً، ولو خالف بذلك شرط الواقف إذ لا عبرة بشرط الواقف إذا تعارض مع نص الشارع".

## أهمية الصكوك الوقفية
للصكوك الوقفية أهمية في تمويل المؤسسات الوقفية:
1. تُعد الصكوك الوقفية من أهم أدوات التمويل الإسلامي، بعيدًا عن الصيغ التقليدية للإقراض، فهي تهدف إلى تمويل مختلف المشاريع الوقفية عبر العالم بشكل مدروس ومنظم وقابل للرقابة.[3]
2. زيادة عدد المتبرعين بفتح باب الوقف لذوي الدخل المحدود.[12]
3. لها دور تنموي كبير يتجلى في إقامة مشاريع تنموية تساهم في التخفيف من عبء الدولة وتوفير الحاجات الأساسية للفقراء إضافة إلى محاربة الفقر والبطالة .[13]
4. قدرة (الصكوك الوقفية) على جمع الأموال و استثمارها ، مما ييسر السبل لتمويل و استثمار الأموال الوقفية لتفعيل الوقف و القيام بدوره الجوهري في تحقيق التنمية المستدامة في المجتمع الإسلامي.[14]

## الصكوك الوقفية التمويلية
عندما تحتاج إدارة الوقف إلى المال السائل لتعمير أو استغلال الأصول العينية التي تملكها، والتي غالباً ما تكون من الأراضي أو المباني، وعند ذلك تفكر في التمول من الغير، عبر الدخول معه على أساس أحد العقود التمويلية، وذلك عبر إصدار صكوك وقفية، هدف إدارة الوقف منها هو التمول لأجل استثمار أعيان الوقف استثماراً حقيقياً، وهدف من يكتتب بها هو الاستثمار المالي تعقباً للربح لا احتساباً، ولأجل أن تضمن إدارة الوقف اكتتاب الجمهور بالصكوك الوقفية التي تصدرها ينبغي أن، ترتب للجمهور حافزاً للربح المحتمل يغريه في الاكتتاب بهذه الصكوك وتملكها ومن هذه الصكوك:
- صكوك المشاركات الوقفية.
- صكوك المضاربات الوقفية.[15]

## خطوات إصدار الصكوك الوقفية
1. دراسة المشروع الذي تريد المؤسسة الوقفية إقامته أو تطويره، وتحديد رأي المال اللازم لتنفيذ المشروع وأخذ الإذن والترخيص من جهة الاختصاص.
2. تعريف الناس بالمشروع المراد إنشاؤه عن طريق وسائل الإعلام، وإعطاء فكرة عن المشروع وأهدافه وطبيعته ومصرفه وطريقة الاكتتاب فيه، وتحديد الجهة المعنية لتلقي الاكتتاب.
3. إنشاء شركة ذات غرض خاص مهمتها إصدار الصكوك الوقفية، وإدارة محافظ الصكوك والمشروع الوقفي نيابة عن المؤسسة الوقفية، وإعداد نشرة الإصدار التي تضم وصفاً مفصلاً عن الصكوك الوقفية وأهدافها والموقوف عليهم وشروط الاكتتاب.
4. الشركة ذات الغرض الخاص تقوم بإصدار الصكوك الوقفية المتساوية القيمة تعادل المبلغ المطلوب لإنشا المشروع الوقفي، وتكون قابلة للتداول في الأسواق الثانوية.
5. تقوم الشركة ذات الغرض الخاص بطرح الصكوك في السوق الأولية للاكتتاب العام، وتتسلم المبالغ النقدية حصيلة الاكتتاب في الصكوك من المكتتبين.
6. يستثمر حصيلة الاكتتاب (المال الموقوف) في أي مجال من مجالات الاستثمار، ثم العائد من الاستثمار ينقل الى المؤسسة الوقفية لتقوم بتوزيعه على الموقوف عليهم.[12][16]

## وصلات خارجية
- موقع المكتبة الشاملة: كتاب مدونة أحكام الوقف الفقهية.